# Plogastel-Saint-Germain
Plogastel-Saint-Germain (tiếng Breton: Plogastell-Sant-Jermen) là một xã của tỉnh Finistère, thuộc vùng Bretagne, miền tây bắc Pháp.

## Dân số
Người dân ở Plogastel-Saint-Germain được gọi là Plogastellois.